# Bosville
Bosville é uma comuna francesa na região administrativa da Normandia, no departamento de Sena Marítimo. Estende-se por uma área de 8,74 km². Em 2010 a comuna tinha 594 habitantes (densidade: 68 hab./km²).